# Municipio Villa Hidalgo (Jalisco)
Koordinaten: 21° 40′ N, 102° 36′ W
Villa Hidalgo, bis 1869 Paso de Sotos, ist ein Municipio im mexikanischen Bundesstaat Jalisco in der Región Altos Norte. Das Municipio hatte beim Zensus 2010 18.711 Einwohner; die Fläche des Municipios beträgt 454,1 km².
Größter Ort im Municipio und Verwaltungssitz ist das gleichnamige Villa Hidalgo, ein weiterer Ort mit zumindest 1000 Einwohnern existiert mit Tepusco. Insgesamt umfasst das Municipio 41 Ortschaften.
Das Municipio Villa Hidalgo grenzt ans Municipio Teocaltiche und an die Bundesstaaten Aguascalientes und Zacatecas.
Das Gemeindegebiet liegt großteils auf einer Ebene auf zwischen 1800 m und 2000 m über dem Meeresspiegel, der höchste Punkt des Municipios liegt auf 2600 m Höhe. Etwa ein Drittel der Gemeindefläche ist bewaldet, je etwa ein Viertel ist landwirtschaftliche Nutzfläche bzw. Weidefläche.